# Schurz
Schurz – jednostka osadnicza w Stanach Zjednoczonych, w stanie Nevada, w hrabstwie Mineral.